# 桃林寺镇
桃林寺镇，中华人民共和国湖南省岳阳市汨罗市下属的一个镇，位于汨罗市北部。
辖1个社区居委会，42个建制村，总面积157平方千米，总人口6.84万人，镇人民政府驻桃林寺（原桃林寺镇人民政府驻地）。
该镇属于典型山地丘陵地带，京广铁路经过镇区。
桃林寺镇新办了江北保鲜市场、蓉泰薯类加工厂、凯丽家私城、江北开发区等四大工业园区。

## 建制沿革
- 1956年，设桃林乡。
- 1958年，属奋斗公社（后改桃林公社）。
- 1961年，析出移风公社。
- 1984年，改置桃林乡，旋即改置桃林寺镇。
- 2015年，与火天乡、新塘乡成建制合并设立桃林寺镇。

## 行政区划
桃林寺镇下辖1个居委会，42个建制村：
桃林社区、十龙桥村、亦仁村、来龙村、三彩村、青山村、南林村、五柱村、段中村、杨爷庙村、三塘村、双法村、双墩村、大托村、东塘村、唐坊村、占乔村、古塘村和桃林林场村。
- 桃林寺居委会
- （原桃林寺镇下辖）四龙桥村、亦仁村、来龙村、三彩村、青山村、南林村、五柱村、段中村、杨爷庙村、三塘村、双法村、双墩村、大托村、东塘村、唐坊村、占乔村、古塘村

- （原火天乡下辖）四塘村、高丰村、三桥村、石浒村、三龙村、周公村、静江村、杨家村、包山村、农科村、西塘村、园艺场

- （原新塘乡下辖）玉后村、新僚村、徐塘村、范塘村、划林村、光前村、长塘村、书林村、冬冲村、玉龙村、磊石村、丁园村、拦江村

## 交通
- 京广铁路：桃林站